# Балахнин, Сергей Николаевич
Серге́й Никола́евич Балахни́н (26 ноября 1959, Белая Калитва, Ростовская область, СССР) — советский и российский футболист, российский тренер.

## Карьера

### Клубная
Выступал на позициях полузащитника, нападающего в ростовском СКА, «Ростсельмаше», «Кубани» (1 матч в Кубке СССР и 4 матча, в которых забил 1 гол, в турнире дублёров Высшей лиги), «КайХе» (Финляндия). Рекордсмен «Ростова» по количеству игр — 442 матча. Провёл в составе ростовского клуба 15 сезонов (с 1979 по 1995).

### Тренерская
Закончил Педагогический институт, кафедру физвоспитания. Имеет тренерскую лицензию категории «PRO». Тренер «Ростова» с 1998 по 2000 годы. Главный тренер с декабря 2000 года по апрель 2001 года, с августа 2002 года по декабрь 2003 года, с апреля 2004 года по декабрь 2004 года, в 2005—2007 годах, и с июля 2011 по апрель 2012 года . Высшее достижение — финал Кубка России 2002/03. С 11 ноября 2013 года являлся главным тренером «Сибири». 16 сентября 2014 подал в отставку.
10 августа 2015 года вошёл в тренерский штаб сборной России по приглашению главного тренера Леонида Слуцкого, где работал до июня 2016.
С 29 июня 2017 — тренер-консультант женской сборной России.

## Достижения
Финалист Кубка России: 2002/03

## Личная жизнь
Женат, имеет сына. Старший брат, Александр, также тренер и футболист, вратарь.